# Felsőgalla vasútállomás
Felsőgalla vasútállomás egy Komárom-Esztergom vármegyei vasútállomás, melyet a MÁV üzemeltetett, Tatabánya településen. Az 1-es főút Felsőgalla városrész északi pereménél lévő vasúti keresztezése közelében helyezkedett el, attól kissé keletre, közúti elérését a 8156-os útból kiágazó 11 346-os számú mellékút biztosította.

## Vasútvonalak
Az állomást az alábbi vasútvonalak érintették:
- Budapest–Hegyeshalom-vasútvonal
- Tatabánya–Oroszlány-vasútvonal

## Kapcsolódó állomások
A vasútállomáshoz az alábbi állomások vannak a legközelebb:
- Alsógalla megállóhely
- Szárliget vasútállomás

## Megközelítés helyi tömegközlekedéssel
- Busz:  4F, 9, 9D

## Története
Az állomás régi neve Tatabánya felső volt. Korábban az 1-es számú Budapest–Hegyeshalom–Rajka-vasútvonal állomása volt, azonban az 1989-es nyomvonal korrekció után a fővonal vonatai már elkerülték az állomást, így 1989. október 27-től az oroszlányi személyvonatok végállomása lett. 2001. június 9-én szűnt meg a személyforgalom, az oroszlányi vonatok végállomása ezután Tatabánya vasútállomás lett. A 2010-es években a teherforgalom is visszaesett. A forgalmi szolgálat megszűnése után az felvételi épület állapota erősen romlani kezdett, végül 2023 augusztusában lebontották.

## Érdekesség
Az állomás szerepel a Két pisztolylövés című sorozat 2. részében.